# Ковтай
«Ковтай» (англ. Swallow) — американо-французький психологічний трилер 2019 року, сценаристом і режисером якого став Карло Мірабелла-Девіс, а в головних ролях знялися Гейлі Беннетт, Остін Стовелл, Елізабет Марвел, Девід Раш та Деніс О'Гейр. Фільм розповідає про молоду жінку, емоційно задушену шлюбом і сімейним життям, в якої розвивається бажання споживати неїстівні предмети.
Світова прем'єра фільму відбулася на кінофестивалі «Трайбека» 28 квітня 2019 року. У Франції він випущений 15 січня 2020 року компанією UFO Distribution, а в США — 6 березня 2020 року компанією IFC Films.

## Акторський склад
- Гейлі Беннетт — Гантер Конрад
- Остін Стовелл — Річі Конрад
- Елізабет Марвел — Кетрін Конрад
- Девід Раш — Майкл Конрад
- Деніс О'Гейр — Вільям Ервін
- Лорен Велес — Люсі
- Забріна Гевара — Еліс
- Лейт Наклі — Луай
- Бабак Тафті — Аарон
- Ніколь Кан — Бев

## Виробництво
У вересні 2016 року було оголошено, що Карло Мірабелла-Девіс зніме фільм за власним сценарієм, на який його надихнув обсесивно-компульсивний розлад бабусі. За сюжетом, вагітна домогосподарка на піку розладу починає ковтати неїстівні предмети. Виробництво фільму розпочали продюсери Мінетт Луї та Моллі Ашер разом із Syncopated Films і Standalone Productions. У травні 2018 року до акторського складу фільму приєдналися Гейлі Беннетт, Остін Стовелл, Елізабет Марвел, Девід Раш та Деніс О'Гейр. Керол Баратон і Фредерік Фіоре також були оголошені продюсерами від компаній Charades і Logical Pictures, відповідно. Виконавчими продюсерами стали Джо Райт, Гейлі Беннетт, Константін Бріст, Йоганн Конт, П'єр Мазарс, Ерік Тавітян і Сем Бісбі.

## Зйомки
Основні зйомки розпочалися 28 квітня 2018 року. Фільм знімали у скляному будинку в Гайленді, штат Нью-Йорк, поряд із Гудзоном та на сусідній фермі. Мірабелла-Девіс пояснює вибір будинку його зовнішнім виглядом, схожим на будинки фільмів Гічкока.
В інтерв'ю 2020 року художник-постановник Ерін Мегілл зазначила, що натхнення для загальної естетики та візуального вигляду фільму було взято з таких фільмів, як «Безпека» (1995) та «Дитина Розмарі» (1968). Її також надихнули такі відомі фотографи, як Тіна Барні, Філіп-Лорка Дікорсія та Грегорі Крюдсон.

## Реліз
Світова прем'єра фільму відбулася на кінофестивалі «Трайбека» 28 квітня 2019 року. Невдовзі після цього компанія IFC Films придбала права на розповсюдження в США. 15 січня 2020 року фільм вийшов у Франції завдяки компанії UFO Distribution, а в Сполучених Штатах — 6 березня 2020 року. «Ковтай» став найкасовішим фільмом тижня у США, хоча, через пандемію COVID-19, заробив лише 2490 доларів у декількох автокінотеатрах, із загальною сумою 31 646 доларів за сем тижнів прокату.

## Сприйняття
Фільм отримав загалом позитивні відгуки кінокритиків. Він має рейтинг схвалення 87 % на вебсайті агрегатора відгуків Rotten Tomatoes на основі 142 відгуків із середнім показником 7,4/10. На Metacritic фільм отримав рейтинг 65 зі 100 на основі 22 критиків, вказуючи на «загалом схвальні відгуки».